# Ricos y malcriados
Ricos y malcriados es una película francesa dirigida por Nicolas Cuche y estrenada el 15 de septiembre de 2021. El guion está inspirado en la película mexicana Nosotros, los Nobles la cual, está basada en la obra, El gran calavera de Adolfo Torrado.

## Sinopsis
Francis Bartek, un viudo de ascendencia polaca que ha hecho una fortuna en la industria de la construcción en Mónaco desde cero, tiene dos hijos, Philippe y Alexandre, y una hija, Stella. Los tres niños, ahora bastante adultos, tienen todos los defectos. Alexandre sigue siendo expulsado de todas las instituciones educativas a las que asiste desde el bachillerato y mantiene relaciones con la esposa y dos hijas del director, amigo de su padre. Philippe inventa un proyecto tras otro y solo se ocupa de la fiesta en lugar de ayudar a su padre con su empresa. Finalmente, Stella es una niña arrogante, derrochadora y caprichosa que quiere casarse con un apuesto y holgazán argentino, Juan Carlos, a quien su padre odia. Francis sufre un infarto en la fiesta del cumpleaños número 24 de su hija, cuando termina de convencerse de que sus hijos son unos buenos para nada.
Para darles una lección, finge que de la noche a la mañana, las cuentas de la familia son bloqueadas por los tribunales por malversación y la policía llega a su casa para apoderarse de la propiedad. El padre huye con sus hijos y se esconde cerca de Marsella, en la casa de campo de su infancia, a la espera de poder demostrar su inocencia. Por miedo a caer tan bajo, sin dinero ni comida, todo el mundo se ve obligado a buscar trabajo. Stella se convierte en mesera en un restaurante donde comprende las humillaciones que infligió a las personas que trabajaban para ella cuando ella misma es la víctima como empleada. Después de un comienzo difícil, Philippe se convirtió en taxista en bicicleta, se hizo amigo de uno de sus compañeros de taxi y comenzó con él en el negocio del calzado deportivo. Mientras tanto, Alexander ayuda a su padre a pintar y restaurar la casa.
El prometido de Stella descubre esta puesta en escena inventada por Francis para poner a prueba a sus hijos "mimados" y obligarlos a afrontar el mundo laboral. Intenta chantajear a Francis para casarse con Stella y beneficiarse de la fortuna millonaria de su familia.

## Elenco
- Gérard Jugnot: Francis Bartek
- Artus: Philippe Bartek
- Camille Lou: Stella Bartek
- Louka Meliava: Alexandre Bartek
- Joffrey Verbruggen: Matthias
- Tom Leeb: Juan Carlos
- François Morel: Ferrucio
- Ichem Bougheraba: Malek
- Colette Kraffe: Marguerite